# Brynjólfur Pétursson
Brynjólfur Pétursson (dansk: Brynjolv Pjetursson, født 15. april 1810 på Viðivellir i Skagafjörður (Skagafjorden) på Island, død 18. oktober 1851 på Sankt Hans Hospital ved Roskilde) var en islandsk jurist og politiker.
Pétursson var søn af provst Pétur Pétursson. Han blev student fra Bessastaðir i 1828 og cand.jur. fra Københavns Universitet i 1837. Pétursson var volontør i Rentekammerets islandske afdeling fra 1839. Han blev udnævnt til sysselmand i Skaktafell Syssel på Island i 1844, men tiltrådte ikke sysselmandsembedet idet han også blev konstitueret fuldmægtig i Rentekammerets danske sekretariat med fastansættelse fra 1845. Fra 1848 til sin død i 1851 var han direktør for Det islandske Departement.
Pétursson var sekretær i Det islandske Selskab 1838-1839 og var i 1847 med til at stifte Nordisk Litteratursamfund.
Han var et af de fem kongevalgte medlemmer af Den Grundlovgivende Rigsforsamling for Island 1848-1849 og var medlem af rigsforsamlingens nedsatte Grundlovsudvalg.
Pétursson var en af de fire såkaldte Fjölnismenn som udgav tidsskriftet Fjölnir en gang årligt fra 1835 til 1847.
Han blev udnævnt til kammerassessor i 1847 og til justitsråd i 1848.